# Гостюхино (деревня)
Гостюхино — деревня в Ковровском районе Владимирской области России, входит в состав Клязьминского сельского поселения.

## География
Деревня расположена в 10 км на юго-запад от центра поселения села Клязьминский Городок и в 11 км на восток от райцентра города Ковров близ железнодорожной станции Гостюхино на линии Ковров — Нижний Новгород. 

## История
В конце XIX — начале XX века деревня входила в состав Осиповской волости Ковровского уезда. В 1859 году в деревне числилось 20 дворов, в 1905 году — 27 дворов, в 1926 году — 36 дворов.
С 1929 года деревня входила в состав Ащеринского сельсовета Ковровского района, с 1940 года — в составе Осиповского сельсовета, с 2005 года — в составе Клязьминского сельского поселения.

## Население
| 1859 | 1905 | 1926 | 2002 | 2010 | 2021 |
| ---- | ---- | ---- | ---- | ---- | ---- |
| 178  | ↗189 | ↗255 | ↘86  | ↗88  | ↘78  |